# Maya Maron
Maya Maron (hebräisch מאיה מרון; * 12. Mai 1980 in Tel Aviv) ist eine israelische Schauspielerin.

## Leben
Maya Maron wuchs als jüngstes von vier Geschwistern in Tel Aviv auf. Ihre Mutter, geboren in Sibirien, arbeitete als Angestellte, ihr Vater, polnischer Herkunft und Flüchtling vor dem deutschen Überfall auf Polen 1939, besitzt ein Juweliergeschäft in Tel Aviv.
Ihre Eltern ließen sich 1992 nach 24 Ehejahren scheiden.
Maron besuchte verschiedene künstlerisch ausgerichtete Schulen in Tel Aviv.
Zum Militärdienst in der Israelischen Armee wurde sie nach der Musterung nicht eingezogen.
1996 spielte sie im Film Saint Clara von Regisseur Ari Folman  eine Nebenrolle, für die sie für den Israelischen Filmpreis nominiert wurde.
Nach einem Auftritt in einem Kurzfilm von Nir Bergman brillierte sie 2002 als „Maya“ in dessen erstem abendfüllenden Spielfilm Broken Wings, der zahlreiche Auszeichnungen u. a. beim Israelischen Filmpreis erhielt. Maya Maron erhielt für ihre Rolle der jugendlichen ältesten Tochter der krisengeschüttelten Familie Ulman den israelischen Filmpreis Ophir Award als beste Nebendarstellerin.
In den folgenden Jahren spielte sie gelegentlich in weiteren Spielfilmen und TV-Produktionen, arbeitete aber auch in anderen Bereichen, da die Filmszene in Israel vielen Darstellern kein ausreichendes Einkommen sichert.

## Filmografie (Auswahl)
- 1996: Saint Clara
- 1998: Sussei Jam
- 2002: Broken Wings (Knafajim Schwurot)
- 2003: Lo Bat 17
- 2004: Medurat ha-Schevet
- 2004: Be’einaim Atsumot
- 2005: BeTipul (TV-Serie)
- 2005–2006: Miluim (TV-Serie)
- 2007–2011: ha-Borer (TV-Serie)
- 2009: Suzana ha-Bochija (TV-Serie)
- 2015: Shtisel (TV-Serie)
- 2016: Hayaar shehaya
- 2017: Fuck You Jessica Blair